# Oxysarcodexia orbitalis
Oxysarcodexia orbitalis är en tvåvingeart som beskrevs av Carroll William Dodge 1966. Oxysarcodexia orbitalis ingår i släktet Oxysarcodexia och familjen köttflugor.
Artens utbredningsområde är Martinique. Inga underarter finns listade i Catalogue of Life.